# 4508 Такацукі
4508 Такацукі (4508 Takatsuki) — астероїд головного поясу, відкритий 27 березня 1990 року.
Тіссеранів параметр щодо Юпітера — 3,664.
Названо на честь Такацукі (яп. たかつき(高槻) такацукі).